# Le Houga
Le Houga è un comune francese di 1 258 abitanti situato nel dipartimento del Gers nella regione dell'Occitania.

## Società

### Evoluzione demografica
Abitanti censiti